# 氷河末端

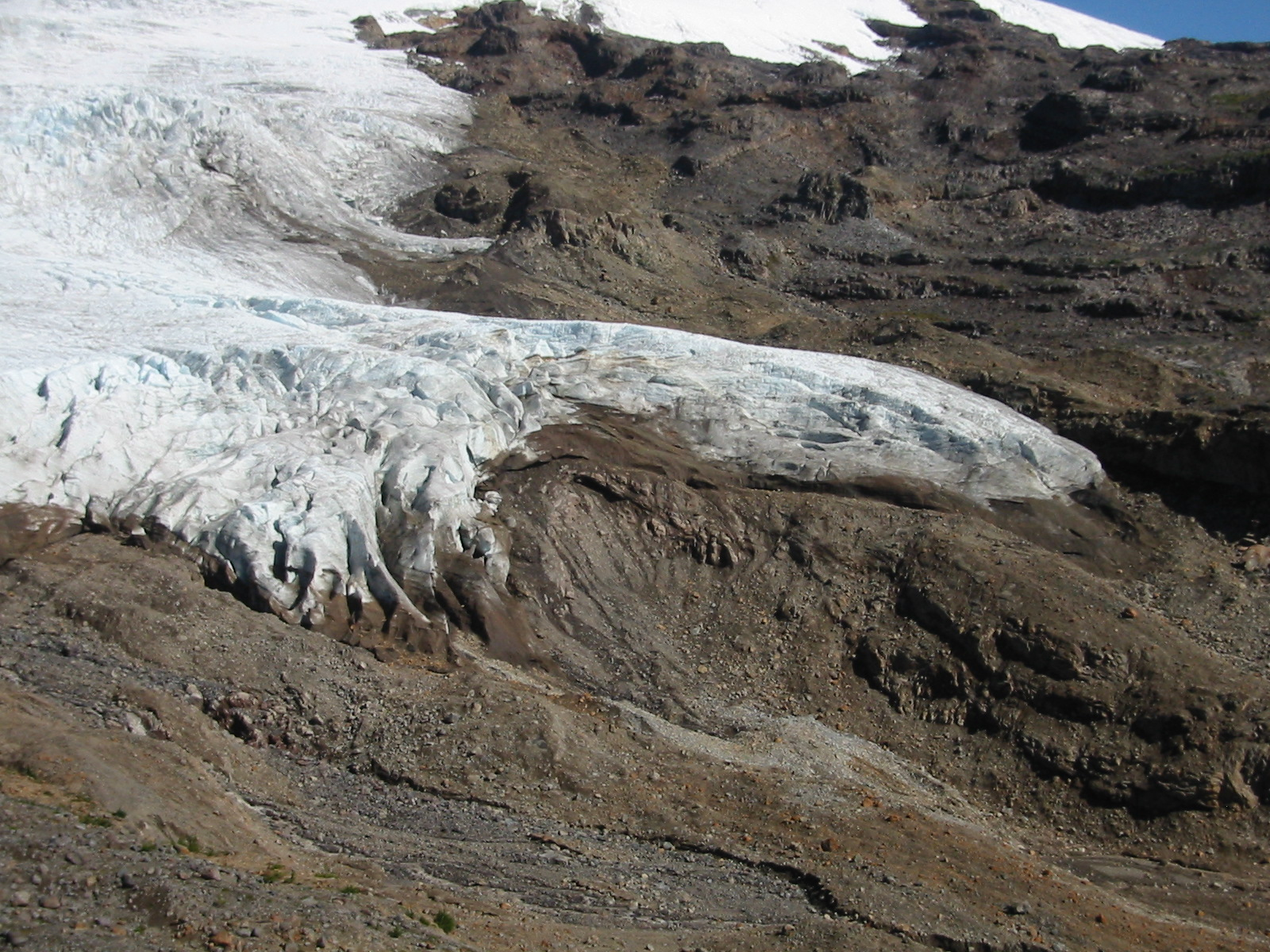
氷河末端

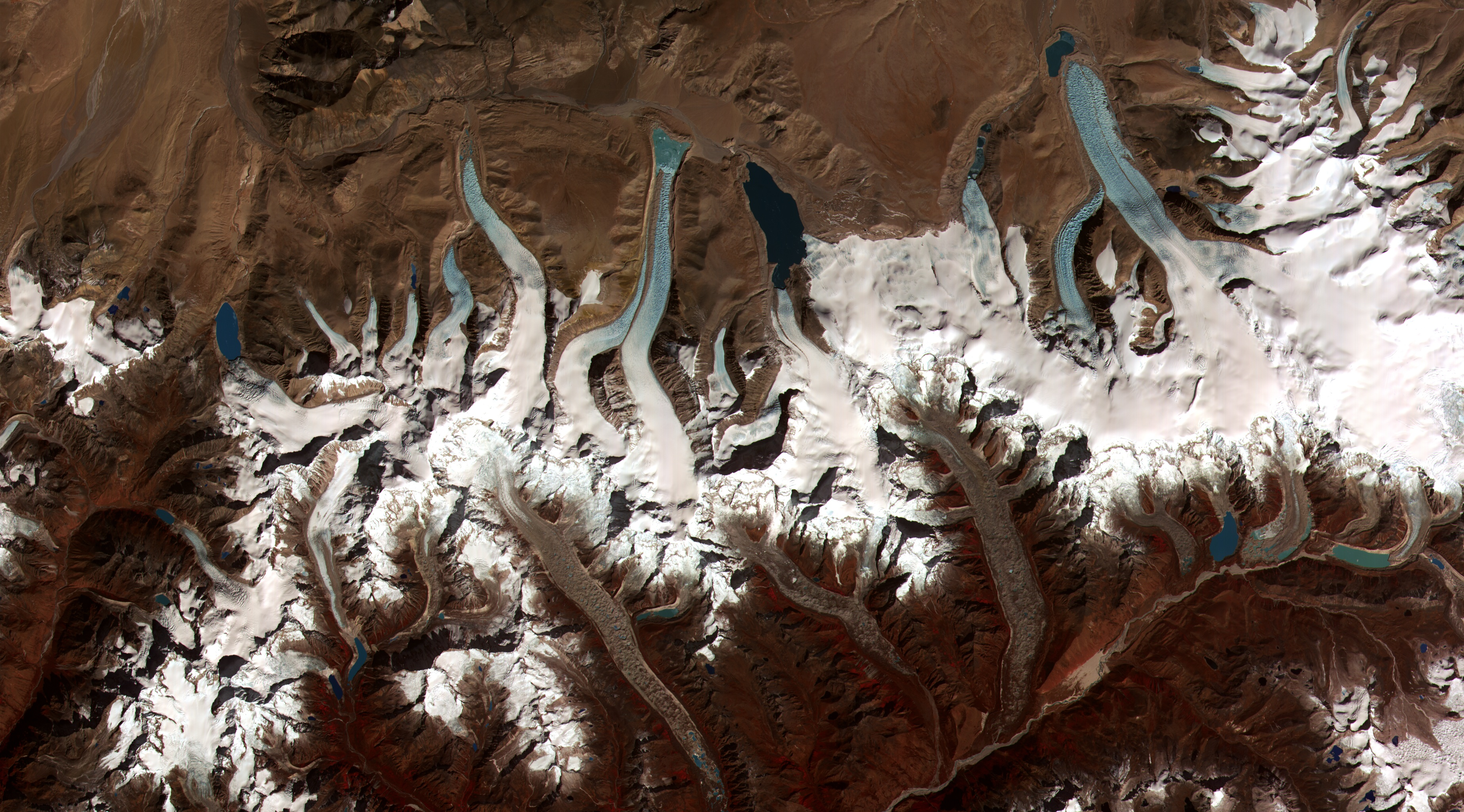
ブータン・ヒマラヤ地域の氷河末端

氷河末端（ひょうがまったん、glacier terminus）とは、任意の時点での氷河の端のこと。英語では toe（爪先の意）または snout（鼻の意）ともいう。
氷河はまるで動いていないかのように見えるが、その実、途切れることなく動き続けている。氷河末端もまた、常に前進ないし後退を続けている。
多くの場合、氷河末端の位置は氷河質量収支（氷河の涵養域に降る降雪量と消耗域で解ける量との多寡で決まる。）と直結している。氷河末端の位置は、局地的・地域的な時間経過に伴う気温の変動の影響も受ける。

## 追跡
氷河末端の位置の変遷を追跡することは、氷河の動きをモニタリングする方法でもある。氷河末端の位置は、近くの基盤岩に場所を固定して、定期的かつ経時的に計測される。そしてインターバルをおいて同じ場所から計測された氷河末端の位置の違いが、氷河そのものの変化の記録を示すのである。同じ場所から違う時に撮影された写真を比べても同様に氷河の変化を追跡・記録できる。
氷河末端の形状は、様々な要素によって決まる。氷河が後退している場合は、大抵ゆるい斜面になっている。理由は、融けていく氷はこのような形になりやすいからである。しかし、この独特な形状を変える条件は多い。熱場の存在や、融解やひび割れを引き起こす様々な圧力などである。これらのフィードバックを受けた結果、氷河は崩れたり、分離したり、他の様々な形態をとったりする。

## ギャラリー

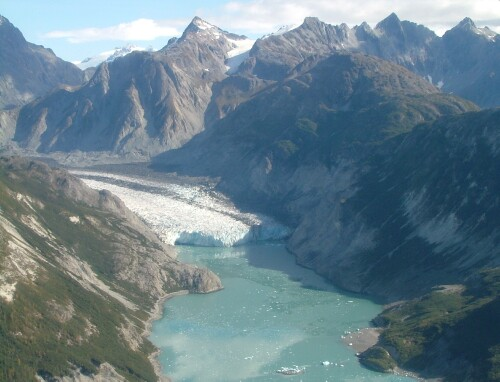
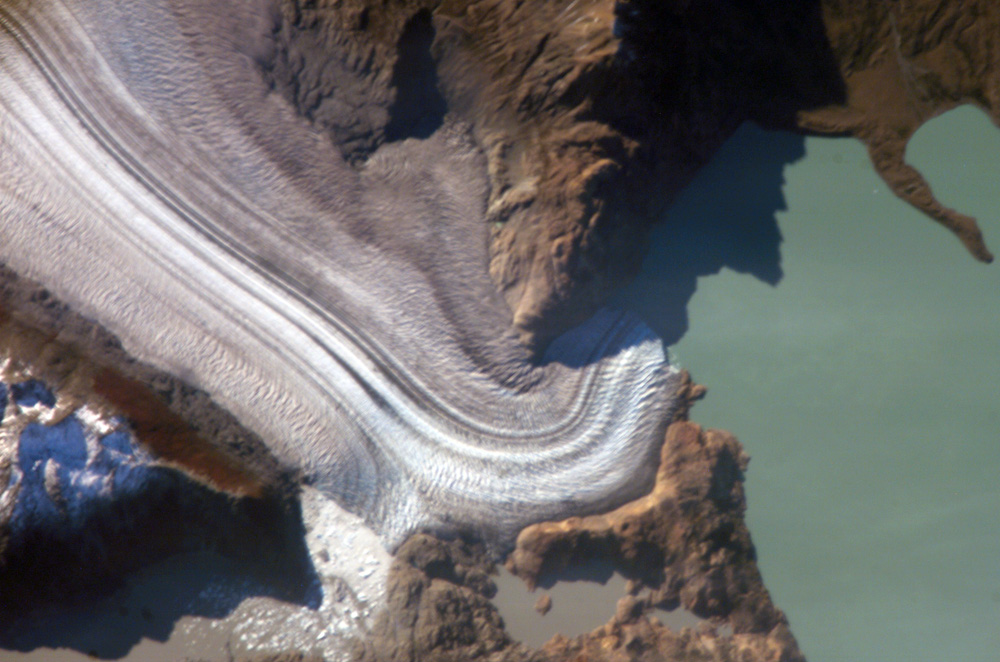
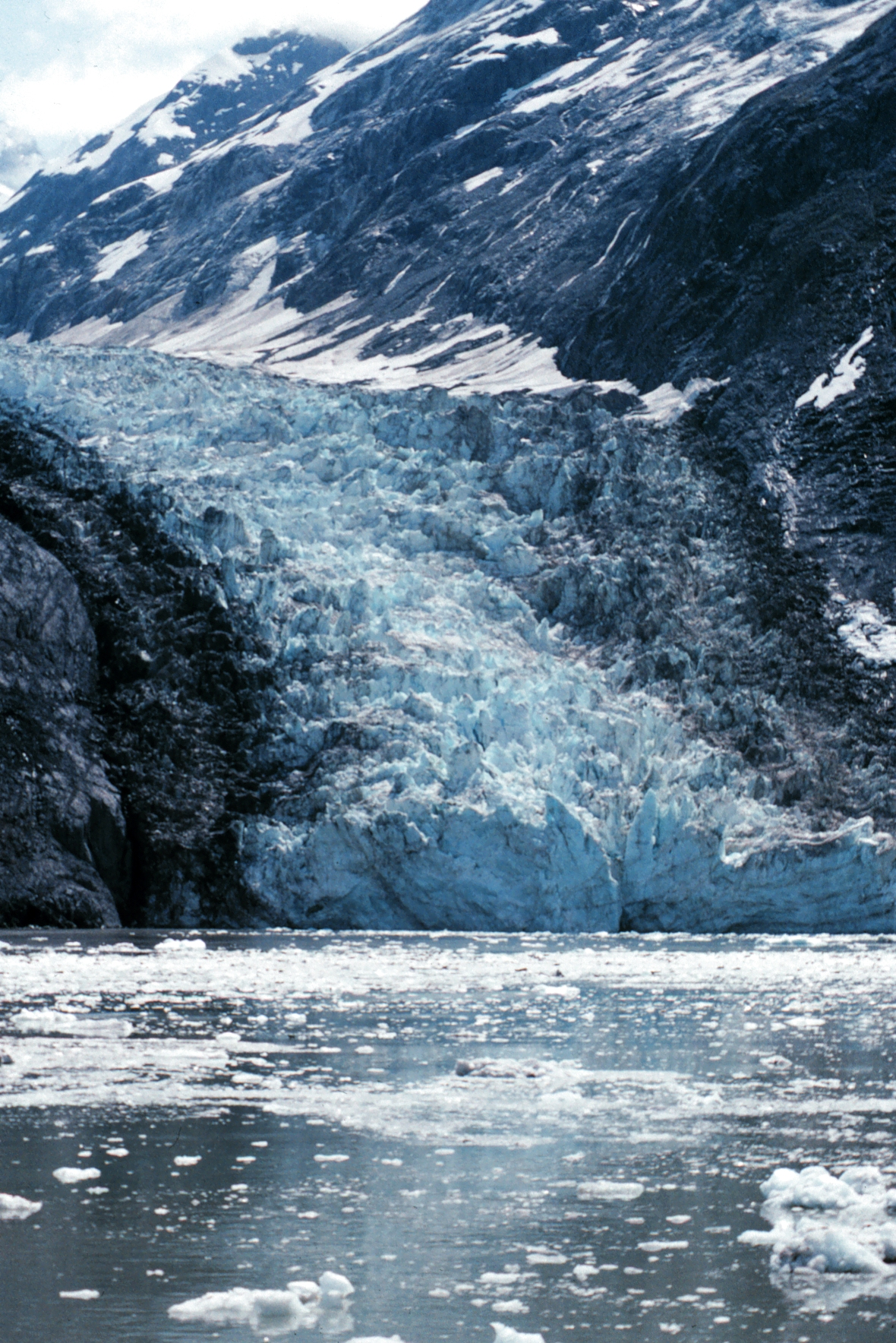